# فوکودا هیده‌کو
فوکودا هیده‌کو (به ژاپنی: 福田 英子 Fukuda Hideko)؛ ۵ اکتبر ۱۸۶۵ – مه ۲, ۱۹۲۷) نویسنده، مربی و فمینیست ژاپنی دوره میجی در ژاپن بود.